# Kerecsend
Het stadje Kerecsend ligt in Hongarije in het comitaat Heves en ligt hemelsbreed op 12 kilometer ten zuidzuidwesten van de Eger, de hoofdstad van het comitaat; over de weg is het 14 kilometer naar Eger.
Zoals vele dorpen en stadjes in deze streek, wordt Kerecsend gekenmerkt door schilderachtige huizen. De oude rooms-katholieke kerk was gewijd aan Johannes Nepomucenus en is op 17 november 1944, tegen het einde van de  Tweede Wereldoorlog, opgeblazen door terugtrekkende Duitse troepen. De huidige kerk is in de jaren 60 gebouwd. Het stadswapen toont de katholieke kerk met zijn tegenwoordige toren, tussen tarwearen en een sakervalk, in het Hongaars aangeduid als Kerecsensólyom. De traditie wil dat het stadje zijn naam aan deze valk ontleent.
In deze streken zijn opvallend veel ooievaars, wat ook terugkomt in het wapenschild van Heves. De vogels hebben hun nesten vaak gebouwd op hoge telefoonpalen. Op sommige huizen staan op de nok van de daken, roosters waarop ze ook nesten bouwen. Daaronder zijn de daken wel wit door hun mestafval.